# Kulturno društvo Janez Jalen
Kulturno društvo Janez Jalen je društvo, ki deluje v Notranjih Goricah (blizu Ljubljane) na področju gledališča in tudi ostalih kulturnih dejavnostih. Predsednica društva je Vanja Petrič.

## Zgodovina
Začetki kulturnega društva Janez Jalen segajo v dvajseta leta minulega stoletja, ko je bilo ustanovljeno Društvo kmečkih fantov in deklet in z njim dramska sekcija, ki velja za predhodnico Kulturno-umetniškega društva Zadrugar Notranje Gorice, pozneje preimenovane-ga v Kulturno-umetniško društvo Janez Jalen Notranje Gorice - Plešivica oziroma današnjega Kulturnega društva Janez Jalen Notranje Gorice - Plešivica. Ime je dobilo po slovenskem pisatelju in duhovniku Janezu Jalnu, ki je po prvi svetovni vojni med drugim služboval tudi v Notranjih Goricah. 

## Predstave

### Premiere dramske sekcije Društva kmečkih fantov in deklet
- 1921 J. Štoka: Moč uniforme
- 1930 A. Remic: Užitkarji
- 1934 J. Štoka: Trije tički
- 1935 S. Savinšek: Izpod Golice
- 1935 Zagorski zvonovi
- 1936 Pondelkarji
- 1936 J. Jalen: Grobovi
- 1936 Na Betlehemskih poljanah
- 1937 J. Jalen: Lesena peč
- 1940 Duše
- od 1942 do 1949:
  - J. Jurčič: Domen
  - F. S. Finžgar: Divji lovec
  - F. S. Finžgar: Veriga
  - F. S. Finžgar: Naša kri
  - C. Golar: Vdova Rošlinka
  - C. Golar: Dve nevesti, Zadregana zadrega, Protizakonsko društvo

### Premiere KUD-a Zadrugar Notranje Gorice
- 1963 V. Katajev: Kvadratura kroga, režija: Darinka Tomšič-Doze
- 1964 J. Anouilh: Cecilija ali šola za očete, režija: Darinka Tomšič-Doze
- 1967 V. Pipan: Dekle iz Trente, režija: Anton Šlibar
- 1968 M. Držič: Tripče de Utolče, režija: Milan Malnar
- 1970 F. S. Finžgar: Razvalina življenja, režija: Silvo Teršek
- 1971 M. Remec: Užitkarji, režija: Miro Peljhan
- 1974 N. Krasna: John ljubi Mary, režija: Milan Malnar
- 1975 F. Mond: Z vrati treskajo, režija: Milan Malnar
- 1976 R. Novelli: Brez besed, režija: Roman Novelli
- 1977 M. Puc: Operacija, režija: Roman Novelli
- 1978 R. Novelli: Direktor v zadregi, režija: Stane Čuden
- 1980 C. Golar: Dve nevesti, režija: Stane Čuden
- 1981 M. Bor: Raztrganci, režija: Tone Velkavrh
- 1983 F. Lipah: Glavni dobitek, režija: Tone Velkavrh

### Premiere KUD-a/KD-a Janez Jalen Notranje Gorice - Plešivica
- 1988 A. T. Linhart: Ta veseli dan ali Matiček se ženi, režija: Vida Selan
- 1990 G. Feydeau: Bolha v ušesu, režija: Peter Militarov
- 1993 D. Fo: Sedma zapoved, režija: Vida Selan
- 1994 J. Anouilh: Povabilo v grad, režija: Janez Cimperman
- 1994 Jurček in storžek, režija: Janez Cimperman
- 1995 D. Jovanovič: Življenje podeželskih plejbojev, režija: Janez Cimperman
- 1996 J.-C. Puget: Srečni dnevi, režija: Janez Cimperman
- 1996 E. Kishon: Rodil se je očka, režija: Janez Cimperman
- 1997 B. A. Novak: Mala in velika luna, režija: Janez Cimperman
- 1998 R. Cooney: Pokvarjeno, režija: Janez Cimperman
- 1999 J. Knittel: Via Mala, režija: Janez Cimperman
- 2000 G. Feydeau: Damski zdravnik ali krojač po sili, režija: Janez Cimperman
- 2001 R. Thomas: Osem žensk, režija: Janez Cimperman
- 2002 V. Möderndorfer: Jožef in Marija, režija: Janez Cimperman
- 2004 D. Fo: Sedma zapoved - kradi malo manj, režija: Janez Cimperman
- 2005 A. Jarry: Kralj Ubu, režija: Gregor Perko
- 2006 D. Jovanovič: Klinika Kozarcky, režija: Gregor Perko
- 2007 M. Jesih: Stevardesa, režija: Jaka Andrej Vojevec
- 2008 M. Camoletti: Pridi gola na večerjo, režija: Simona Ješelnik
- 2009 A. Ayckbourn in Alain Resnais: Bi ne bi, režija: Simona Ješelnik in KD Janez Jalen
- 2010 E. Ionesco: Plešasta pevka, režija: Jaka Andrej Vojevec
- 2010 D. Zupan: Jurček in storžek, režija: Urška Bačar
- 2011 W. Shakespeare: Sen kresne noči, režija: Dejan Spasić
- 2011 D. Brezovar in A. Zupančič: Narava spregovori, režija: Urška Bačar
- 2012 B. Brecht: Malomeščanska svatba, režija: Jaka Andrej Vojevec
- 2012 Olga Paušič: Sneguljčica, režija: Urška Bačar
- 2013 Andrej Rozman - Roza : Ana Migrena, režija: Gojmir Lešnjak - Gojc
- 2013 Vika Šuštar: Kje si, Uršika zala, režija: Urška Bačar
- 2014 Iztok Lovrić: Afera: Pouhn Kufr, režija: Gojmir Lešnjak - Gojc
- 2015 Feđa Šehović: K***e, režija: Jaša Jamnik
- 2015 Tomaž Lapajne Dekleva: Hop v pravljico, režija: Urška Bačar
- 2016 Matjaž Zupančič: Goli pianist, režija: Jernej Kobal
- 2017 Neil Simon: Govorice, režija: Nina Šorak
- 2017 Janez Remškar: Dejva se dol, režija: Janez Remškar
- 2018 Jera Ivanc: Prevare, režija: Gorazd Žilavec
- 2018 Slavko Grum: Dogodek v mestu Gogi, režija: Benjamin Zajc
- 2019 Joseph Kesselring: Arzenik in stare čipke, režija: Gojmir Lešnjak - Gojc
- 2020 Ben Elton: Pokovka, režija: Jaša Jamnik
- 2021 Flora Drobnič: Kako uničiti Božič, mentor: Janez Remškar
- 2022 Michael Hollinger: Svetniki, režija: Jaša Jamnik
- 2022 Janez Remškar: Fantastičnih 7, režija: Janez Remškar
- 2023 Tamsin Oglesby: Stari ko zemlja, kakšnih 45, prevod: Srečko Fišer, režija in priredba: Gojmir Lešnjak - Gojc
- 2023 Janez Remškar: Za Crkn't, režija: Janez Remškar
- 2024 Tjaša Mislej: Naše skladišče, režija: Ana Ruter

## Ansambel

### Člani KD Janez Jalen od 1988
Lucija Alič, Marko Alič, Blanka Artač, Neža Artač, Peter Bačar, Urška Bačar, Maja Bahar, Renata Ceglar-Malnar, Janez Cimperman, Pia Čibej, Viktor Čuden, Stane Čuden, Zala Čuden, Metod Debevec, Vera Draškovič, Anuška Đogić, Mojca Pristavec Đogić, Anka Eržen, Irena Flajšoker, Bogdan Francelj, Erik Francelj, Andreja Glavač, Anja Glušič, Marinka Gombač, Tatjana Grča, Leon Grča, Maja Horvat, Domen Hribar, Tina Hribar, Peter Hrovat, Radojko Jaćimović, Jasmina Jamnik, Klavdija Japelj, Petra Jesenovec, Janez Juhant, Sandi Kenk, Alenka Kenk Slapar, Tadej Klemenčič, Andreja Kokot, Sonja Konestabo, Bernard Košir, Blaž Košir, Nina Kralj, Gregor Kraševec, Maša Kraševec, Pika Kovač, Ervin Kušar, Gordana Lacič, Tamara Lacič, Zdenka Leskovar, Gordana Magdalenič, Janez Marinčič, Barbara Marinčič, Marjan Marinko, Vid Merlak, Vesna Novak, Gregor Novak, Igor Novak, Silvo Novak, Mojca Novak, Tjaša Ogrič, Lara Osredkar, Teja Osredkar, Mojca Perko, Gregor Perko, Silva Perko, Lidija Pervanje, Tamara Pešec, Peter Peternel, Alenka Pirnat, Gorazd Pižem, Bojan Poje, Damjana Poje, Nataša Ponikvar, Daša Ponikvar, Dejan Ponikvar, Marija Popit, Andreja Aljančič Povirk, Eva Povirk, Sara Primc, Jure Rajšp, Karolina Rebernik, Janez Remškar, Justina Rogelj, Marjan Rogelj, Jernej Rogelj, Matija Rogelj, Jošt Rogelj, Meta Rogelj, Maša Rogelj, Anže Rus, Jože Selan, Janez Selan, Vida Selan, Lidija Slana, Boštjan Slana, Klavdija Smole, Miloš Sojer, Nataša Sojer, Jernej Stražišar, Aleksander Stražišar, Marko Stražišar, Alenka Svete, Ana Susman, Pija Svetec, Ana Ščuka, Ajda Ščuka, Blaž Škubic, Suzana Štrukelj, Milena Trček, Boštjan Ulaga, Urša Ulaga, Sandi Urbančič, Mojca Vehar, Matevž Vidmar, Milan Vidmar, Janez Založnik, Slavko Založnik, Manca Zore, Simon Zvoljenk, Matej Žiberna.

## Priznanja
- Predstava Osem žensk - nominacija za najboljšo predstavo
- Janez Cimperman - nagrade sklada Staneta Severja
- Stane Čuden - Linhartova zlata plaketa
- Stane Čuden - Linhartova listina za izjemno dolgoletno delo na gledališkem področju
- Mojca Novak - Linhartova zlata značka
- Mojca Novak - Linhartova zlata plaketa
- Mojca Novak - Linhartova listina za izjemno dolgoletno delo na gledališkem področju
- Urša Bačar - Linhartova zlata značka
- Justina Rogelj - Linhartova zlata značka
- Bogdan Francelj - Linhartova zlata značka
- Gregor Perko - Linhartova zlata značka (dvakrat)
- Gregor Perko - priznanje za najboljšo moško vlogo na Linhartovem srečanju
- Gregor Perko - nominacija za najboljšo moško vlogo v predstavi Kralj Ubu
- Tina Hribar - priznanje za najboljšo stransko vlogo v predstavi Pridi gola na večerjo
- Mojca Novak - priznanje za vlogo v predstavi Sen kresne noči
- Mojca Novak - priznanje za vlogo v predstavi Afera: Pouhn kufr
- Anja Glušič - priznanje za vlogo v predstavi K***e (23. Novačanova gledališka srečanja 2015)
- Ženskemu delu zasedbe v predstavi K***e (28. Čufarjevi dnevi 2015)
- Klavdija Japelj - Matiček za žensko vlogo v predstavi Goli pianist (55. Linhartovo srečanje 2016)
- Jure Rajšp - Matiček za dvojno moško vlogo v predstavi Prevare (57. Linhartovo srečanje 2018)
- Bogdan Francelj - grb občine Brezovica za dolgoletno delo na področju ljubiteljske kulture (2018)
- Anka Eržen - posebno priznanje za žensko vlogo v predstavi Arzenik in stare čipke (58. Linhartovo srečanje 2019)
- Anka Eržen - komedijantka Festivala komedije Pekre 2023 za vlogo Marije, potujoče komedijantke v predstavi Svetniki